# 青格达湖乡
青格达湖乡，是中华人民共和国新疆维吾尔自治区乌鲁木齐市新市区下辖的一个乡镇级行政单位。

## 行政区划
青格达湖乡下辖以下地区：
新联村、青格达湖村、联合村和天山村。